# Ptychadena ingeri
Ptychadena ingeri är en groddjursart som beskrevs av Perret 1991. Ptychadena ingeri ingår i släktet Ptychadena och familjen Ptychadenidae. IUCN kategoriserar arten globalt som otillräckligt studerad. Inga underarter finns listade i Catalogue of Life.